# Бавра (Грузия)
Бавра (груз. ბავრა, арм. Բավրա) — село в Грузии, на территории Ахалкалакского муниципалитета края (мхаре) Самцхе-Джавахети.

## География
Село находится в южной части Грузии, в пределах Ахалкалакского плоскогорья, на правом берегу реки Паравани, вблизи места впадения в неё реки Абули (груз. აბული), на расстоянии приблизительно 0,5 километра (по прямой) к востоку от города Ахалкалаки, административного центра муниципалитета. Абсолютная высота — 1674 метра над уровнем моря.

## Население
По результатам официальной переписи населения 2014 года, в Бавре проживало 873 человека (439 мужчин и 434 женщины). В национальной структуре населения армяне составляли 98,6 %, грузины — 0,9 %, русские — 0,3 %, украинцы — 0,1 %.
| Год  | Население, человек |
| ---- | ------------------ |
| 2002 | 1301               |
| 2014 | ↘ 873              |